# Husurna

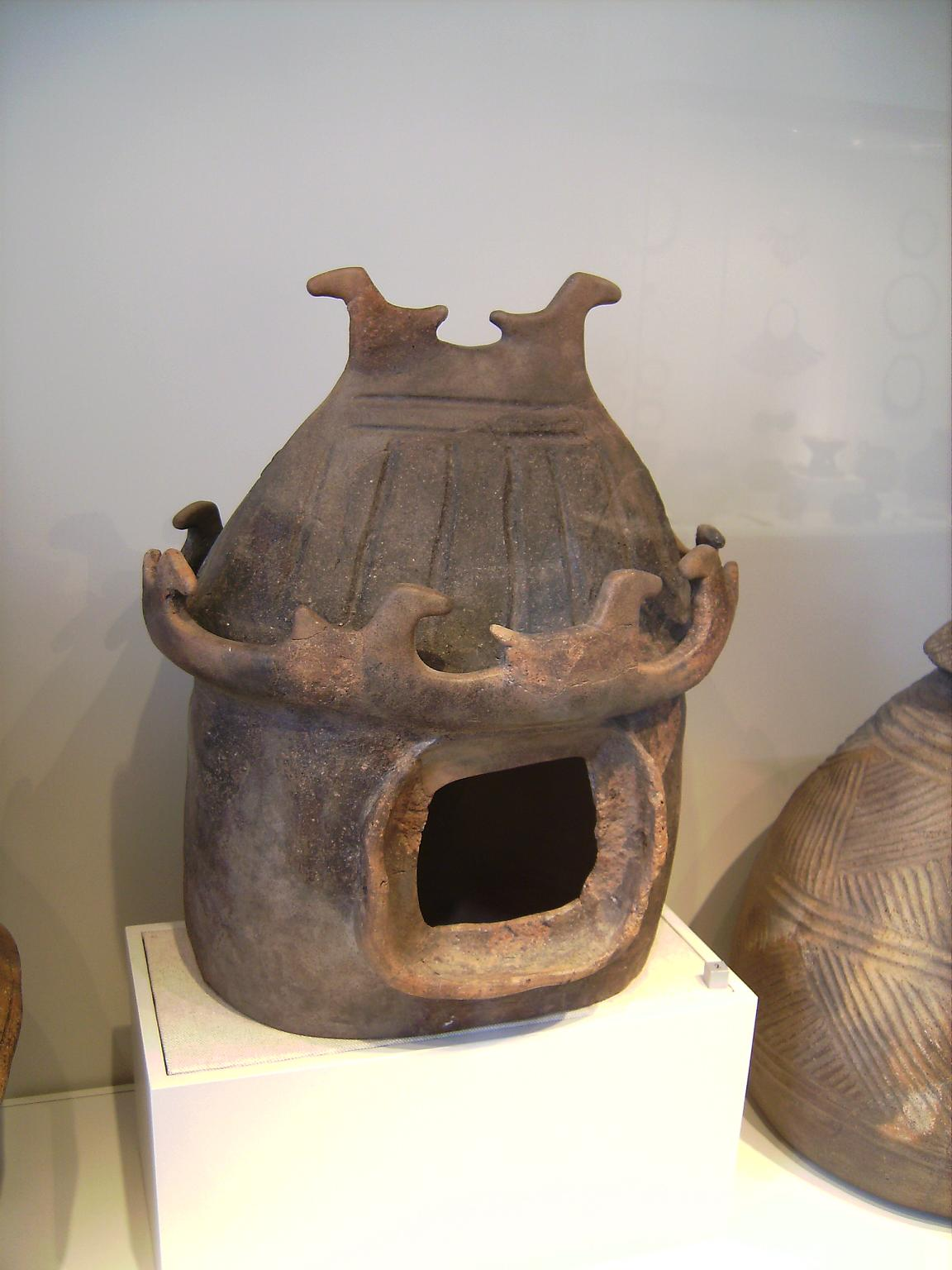
En husurna från Sachsen-Anhalt

Husurnorna är en gravurna i husform eller kärl med något arkitektoniskt element som dörr eller tak. De var behållare för människors brända ben. De är i Skandinavien kända från Jylland, Bornholm, Skåne, östra Småland och Gotland och användes under yngre bronsålder. En samtida och likartad begravningsritual har dokumenterats i de västra delarna av centrala Italien. De nordeuropeiska husurnorna är alla unika, men samtidigt delar av samma idé. De visar upp vissa regionala särdrag, men utgör även en enhetlig grupp i norra Europa.